# А-ля карт

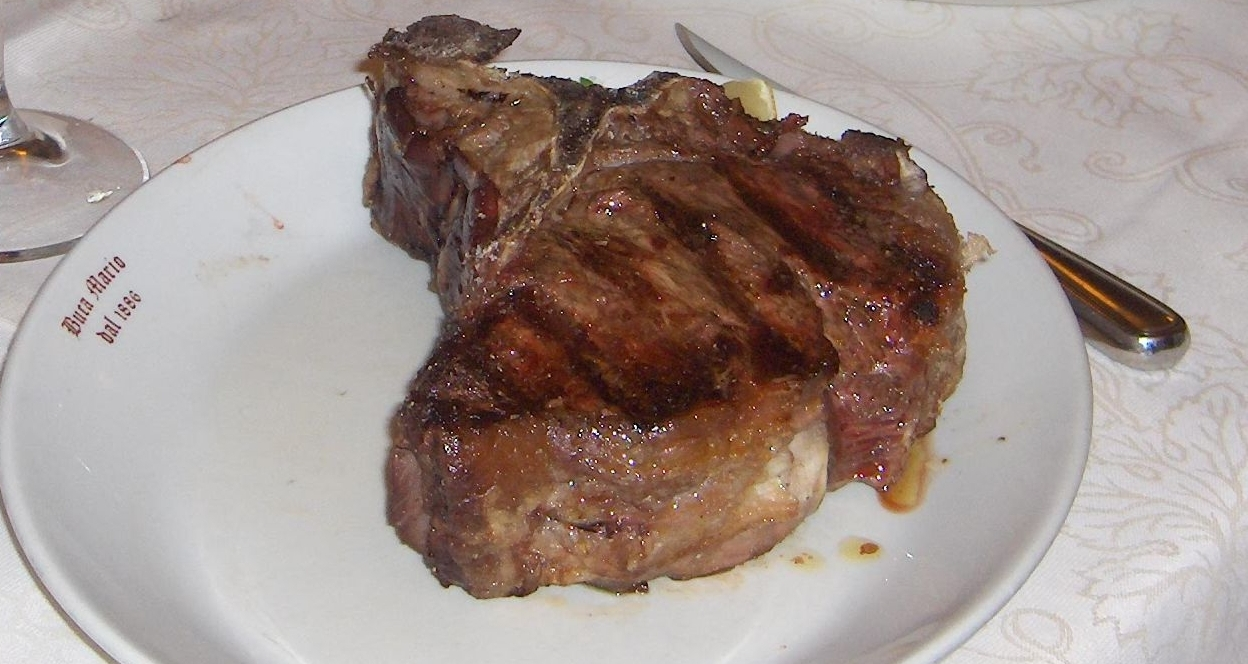
А-ля карт, без додаткових замовлень згідно з меню та гарніру; їх необхідно замовляти окремо.

А-ля карт (фр. à la carte — згідно меню) — практика замовлення окремих страв з меню в ресторані, на відміну від табльдот, де пропонується комплексне меню. Це запозичення з французької мови початку XIX століття, що означає «відповідно до меню». Окремі страви, які необхідно замовити, можуть включати гарніри або гарніри можуть пропонуватися окремо, і в цьому випадку вони також вважаються порційними.

## Історія
Найперші приклади a-ля карт відносяться до 1816 року для прикметника («обід a-ля карт», наприклад) і до 1821 року для прислівника («їжа подавалася по меню»). Це передувало використанню слова «меню», що з'явилося в англійській у 1830-х роках.